# Тячевский район
Тя́чевский райо́н (укр. Тячівський район) — административная единица в восточной части Закарпатской области Украины. Административный центр — город Тячев.

## География
Площадь 1873,9 км².
Основные реки — Тиса, Тересва.
Район граничит на севере с Калушским, Ивано-Франковским и Надворнянским районами Ивано-Франковской области, на юге — с Румынией, на западе — с Хустским, на востоке — с Раховским районами Закарпатской области.

## Население
Численность населения района в границах до 17 июля 2020 года по состоянию на 1 января 2020 года — 175 048 человек, из них городского населения — 45 165 человек, сельского — 129 883 человека.
По данным всеукраинской переписи населения 2001 года в районе проживало 171,9 тысяч человек (104,2 % по отношению к переписи 1989 года), из них украинцы — 143,0 тысячи человек (83,2 %), румыны — 21,3 тысячи человек (12,4 %), венгры — 5 тысяч человек (2,9 %), русских — 1,8 тысяч человек (1 % от всего населения), немцы — 0,3 тысячи человек (0,2 %).

## Административное устройство
В ходе административно-территориальной реформы на Украине в 2020 году район был укрупнён за счёт присоединения к нему Белоцерковского и Средневодянского сельских советов Раховского района
Район в укрупнённых границах с 17 июля 2020 года делится на 10 территориальных общин (громад), в том числе 1 городскую, 5 поселковых и 4 сельские общины (в скобках — их административные центры):
- Городские:
  - Тячевская городская община (город Тячев);
- Поселковые:
  - Буштынская поселковая община (посёлок Буштыно),
  - Дубовская поселковая община (посёлок Дубовое),
  - Солотвинская поселковая община (посёлок Солотвино),
  - Тересвянская поселковая община (посёлок Тересва),
  - Усть-Чорнянская поселковая община (посёлок Усть-Чорна);
- Сельские:
  - Бедевлянская сельская община (село Бедевля),
  - Нересницкая сельская община (село Нересница),
  - Ольховецкая сельская община (село Ольховцы),
  - Углянская сельская община (село Угля).

Количество местных советов до реформы 2015—2020 годов:
- городских — 1
- поселковых — 5
- сельских — 31.

### Населённые пункты
Количество населённых пунктов:
- городов — 1
- посёлков — 5
- сёл — 58

Город
- Тячев

Посёлки
- Буштыно
- Дубовое
- Солотвино
- Тересва
- Усть-Чорна

Сёла
- Бедевля
- Белая Церковь
- Беловарцы
- Бобовое
- Великая Уголька
- Вонигово
- Вышний Дубовец
- Вышоватый
- Ганичи
- Глиняный
- Глубокий Поток
- Груники
- Грушево
- Дибровка
- Добрик
- Добрянское
- Дулово
- Калины
- Колодное
- Красная
- Крива
- Кричово
- Лазы
- Лопухов
- Малая Уголька
- Немецкая Мокрая
- Нересница
- Нижний Дубовец
- Нижняя Апша
- Новобарово
- Новоселица
- Округлая
- Ольховцы
- Ольховцы-Лазы
- Ольховчик
- Петрушов
- Пещера
- Подишор
- Подплеша
- Пригодь
- Раково
- Ровное
- Россошь
- Руня
- Русская Мокрая
- Русское Поле
- Сасово
- Среднее Водяное
- Тарасовка
- Теребля
- Терново
- Тисалово
- Топчино
- Тячевка
- Угля
- Фонтынясы
- Чумалево
- Широкий Луг